# Shuhei Tada
Shuhei Tada (多田 修平 (Tada Shūhei?); 24 giugno 1996) è un velocista giapponese.

## Palmarès
| Anno | Manifestazione  | Sede     | Evento      | Risultato  | Prestazione | Note            |
| ---- | --------------- | -------- | ----------- | ---------- | ----------- | --------------- |
| 2017 | Mondiali        | Londra   | 100 m piani | Semifinale | 10"26       |                 |
| 2017 | Mondiali        | Londra   | 4×100 m     | Bronzo     | 38"04       |                 |
| 2017 | Universiadi     | Taipei   | 100 m piani | 7º         | 10"30       |                 |
| 2017 | Universiadi     | Taipei   | 4×100 m     | Oro        | 38"65       |                 |
| 2018 | Giochi asiatici | Giacarta | 4×100 m     | Oro        | 38"16       |                 |
| 2019 | World Relays    | Yokohama | 4×100 m     | Batteria   | dq          |                 |
| 2019 | Mondiali        | Doha     | 4×100 m     | Bronzo     | 37"43       | Record asiatico |
| 2021 | Giochi olimpici | Tokyo    | 100 m piani | Batteria   | 10"22       |                 |
| 2021 | Giochi olimpici | Tokyo    | 4×100 m     | Finale     | dnf         |                 |
| 2022 | Mondiali indoor | Belgrado | 60 m piani  | Semifinale | dq          | TR16.8          |
| 2024 | Mondiali indoor | Glasgow  | 60 m piani  | 7º         | 6"70        |                 |